# Romanische Literaturwissenschaft
Die romanische Literaturwissenschaft ist eine Teilwissenschaft der Romanistik. Sie beschäftigt sich mit der Literatur der romanischen Sprachen, insbesondere mit der Geschichte der romanischen Literaturen, der Textinterpretation und der Literaturtheorie. Dabei kann eine gesamtromanische Perspektive eingenommen werden, die die Literaturen vergleicht; oder es wird in Unterdisziplinen gearbeitet, die einzelne Literaturen betrachten. Solche Unterdisziplinen sind die Gallo- oder Frankoromanistik (der Begriff Französistik wird eher selten verwendet), die Italianistik, die Hispanistik, die Lusitanistik, die Rumänistik, die Katalanistik, die Provenzalistik und auch die Kreolistik. Aus der Frankoromanistik lässt sich die Beschäftigung mit den frankophonen Literaturen, insbesondere Nordamerikas und Afrikas, ausgliedern, aus der Hispanistik die Hispanoamerikanistik und aus der Lusitanistik die Brasilianistik sowie die Lusoafrikanistik.

## Der höfische Roman
Die höfischen Roman vereinen unterschiedliche Stoffkreise und Einflüsse zu einem fiktionalen Universum. Zu ihnen zählen beispielsweise die Romane des Chrétien de Troyes  wie Erec et Enide, Cligès, Le Chevalier de la charrette, Yvain ou Le Chevalier au lion, Perceval oder die Erzählungen über Artus, Tristan, Sir Gawain und den Heiligen Gral.

## Beispiel:Chanson de geste
Die Chanson de geste (Lieder über die Heldentaten) werden auch als Matière de France bezeichnet und entstanden im 10. bis 13. Jahrhundert. Wie die Antikenromane oder Matière de Rome (12. Jahrhundert) und die Matière de Bretagne (12. bis 14. Jahrhundert) gehören sie zu den erfolgreichsten epischen Gattungen der französischen Literatur des Mittelalters. Zu diesen Chansons werden rund 80 Texte gezählt, darunter das bekannte Chanson de Roland. Die Epenforschung ging zunächst davon aus, dass es einen germanischen Einfluss auf den Inhalt der Chansons gab. Der französische Philologe Gaston Paris stellte die These einer Übernahme einer bestimmten Haltung auf « L’épopée française, c’est l’esprit germanique dans une forme romane. » (deutsch: „Die französischen Epen sind ein germanischer Geist in einer romanischen Form“). Der italienische Gelehrte Pio Rajna ging sogar direkt von einer germanischen Herkunft der Inhalte aus. Joseph Bédier vertrat eher die  sogenannte Individualismus-These, die davon ausging, dass die Chanson de geste eigene Schöpfungen der Kleriker gewesen seien. Diese wurde jedoch später verworfen.
In dem spanischen Kloster San Millán de la Cogolla, wurden die Nota Emilianense aufgefunden, die auf Kenntnisse der Karlsgeste schließen lassen. Ramón Menéndez Pidal stellte in seiner Monographie La ‚Chanson de Roland‘ et la tradition épique des Francs, seine These des „Neutraditionalismus“ auf, wonach die Chanson de geste als eine Art der Geschichtsüberlieferung gedient habe, dabei gab er keinerlei Hinweise auf mögliche germanische Einflüsse.

## Bekannte Romanisten (Auswahl)
- Erich Auerbach
- Ernst Robert Curtius
- Hugo Friedrich
- Hans Ulrich Gumbrecht
- Hans Robert Jauß
- Victor Klemperer
- Werner Krauss
- Leo Spitzer
- Karl Vossler
- Harri Meier